# پرداتسو
پرداتسو (به ایتالیایی: Predazzo) یک کومونه در ایتالیا است که در ترنتینو واقع شده‌است.

## خصوصیات
پرداتسو ۱۰۹٫۹ کیلومترمربع مساحت و ۴٬۵۶۲ نفر جمعیت دارد و ۱٬۰۱۸ متر بالاتر از سطح دریا واقع شده‌است.

## خواهرخوانده
شهرهای فرره و هالبرگ موس خواهرخوانده‌های پرداتسو هستند.